# Stazione di Canalie
La stazione di Canalie era una stazione ferroviaria posta nell'omonima località della frazione Bedizzano del comune di Carrara. Inaugurata nel 1876, era configurata come stazione capotronco della diramazione proveniente da Miseglia Inferiore della ferrovia Marmifera Privata di Carrara.

## Storia
Canalie venne inaugurata come stazione capotronco della breve diramazione proveniente da Miseglia Inferiore il 19 agosto del 1876.
La stazione operò ininterrottamente fino al 15 maggio 1964, anno in cui la ferrovia fu soppressa a causa della concorrenza su gomma.

## Strutture e impianti
Lo scalo disponeva di un fabbricato di servizio da dove si coordinava il movimento nell'impianto, di un piano caricatore con un carroponte per il carico dei marmi provenienti dalle segherie vicine e di due tronchini di fine corsa di cui uno al servizio della banchina di carico.
Al 2014 dello scalo rimane solo quello che era il piano caricatore con l'ormai ex carroponte arrugginito.

## Movimento
Lo scalo è stato interessato negli anni dal solo traffico merci, piuttosto intenso trovandosi molto vicino a delle segherie con le quali aveva anche dei raccordi (ad esempio il raccordo con la segheria Ratto).